# Lliga de Calcuta de futbol
La lliga de Calcuta de futbol (Calcutta Football League, CFL) és la màxima competició de futbol a l'estat de Bengala Occidental, amb capital a Calcuta.

## Història

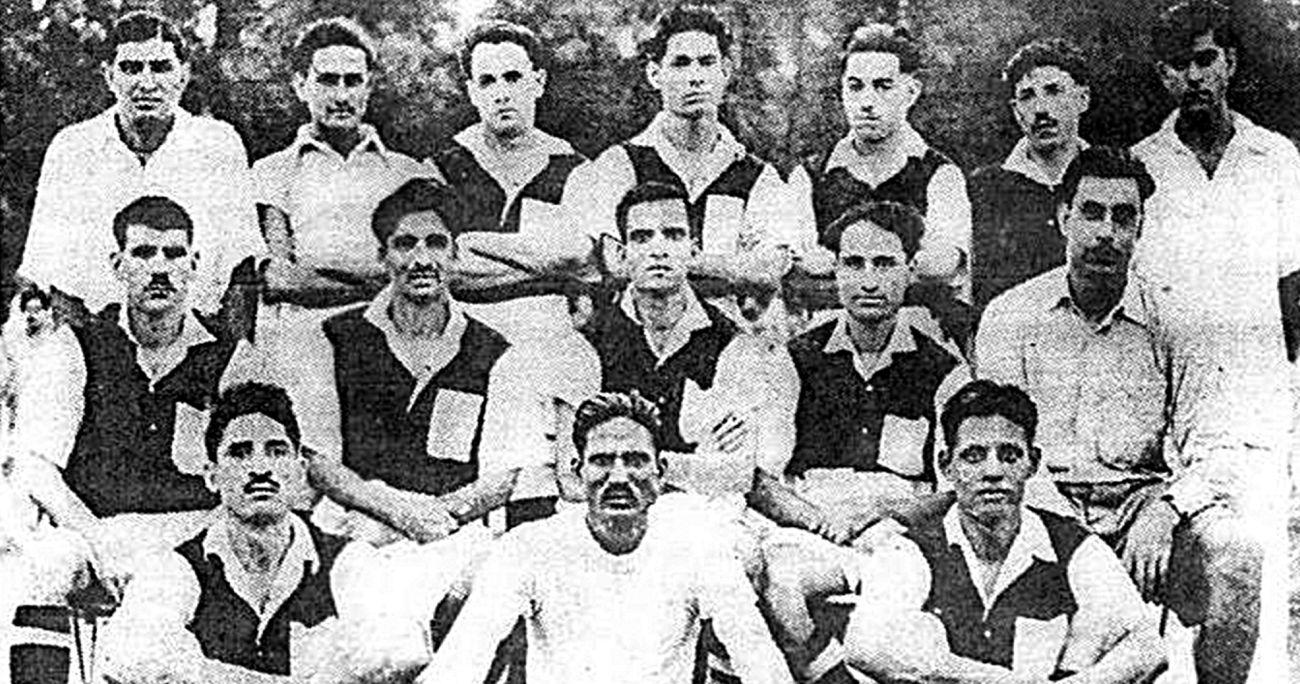
Mohammedan SC, el primer equip nadiu en guanyar la lliga.

És la competició de futbol en format de lliga més antiga del continent asiàtic.
El 1898, la Indian Football Association (IFA) va introduir una lliga de futbol de dos categories a Calcuta de format similar de la Lliga de futbol a Anglaterra i Gal·les. La guarnició de l'exèrcit indi britànic estacionada a Fort William va tenir un paper fonamental en la formació de la Calcuta Football League, posant en marxa nombrosos equips al costat d'altres colons europeus. Els equips nadius van ser prohibits de participar durant les primeres 15 temporades, i només els clubs designats per a funcionaris, comerciants, missioners i altres nacionalitats europees conformaven la resta de la lliga, en un exercici clarament dissenyat per excloure els indis de qualsevol religió. L'any 1914, l'IFA va permetre de participar-hi a dos clubs nadius, Mohun Bagan i Aryan, a la segona divisió.

## Historial
Font:
Abans de la independència (1898-1947)
- 1898:  Gloucestershire Reg. (1) [a]
- 1899:  Calcutta FC (1)
- 1900:  Royal Irish Rifles (1)
- 1901:  Royal Irish Rifles (2)
- 1902:  Scottish Borderers (1) [b]
- 1903:  93rd Highlanders (1) [c]
- 1904:  King's Own Reg. (1) [d]
- 1905:  King's Own Reg. (2) [d]
- 1906:  Highlander Light Infantry (1)
- 1907:  Calcutta FC (2)
- 1908:  Gordon Light Infantry (1)
- 1909:  Gordon Light Infantry (2)
- 1910:  Dalhousie AC (1)
- 1911:  70th Company RGA (1) [e]
- 1912:  Black Watch (1)
- 1913:  Black Watch (2)
- 1914:  91st Highlanders (1) [f]
- 1915:  Middlesex Reg. (1) [g]
- 1916:  Calcutta FC (3)
- 1917:  Lincolnshire Reg. (1) [h]
- 1918:  Calcutta FC (4)
- 1919:  12th Battalion (1) [i]
- 1920:  Calcutta FC (5)
- 1921:  Dalhousie AC (2)
- 1922:  Calcutta FC (6)
- 1923:  Calcutta FC (7)
- 1924:  Cameron Highlanders (1) [j]
- 1925:  Calcutta FC (8)
- 1926:  North Staffordshire R. (1) [k]
- 1927:  North Staffordshire R. (2) [k]
- 1928:  Dalhousie AC (3)
- 1929:  Dalhousie AC (4)
- 1930: Cancel·lat [l]
- 1931:  Durhan Light Rifles (1) [m]
- 1932:  Durhan Light Rifles (2) [m]
- 1933:  Durhan Light Rifles (3) [m]
- 1934:  Mohammedan (1) [n]
- 1935:  Mohammedan (2)
- 1936:  Mohammedan (3)
- 1937:  Mohammedan (4)
- 1938:  Mohammedan (5)
- 1939:  Mohun Bagan (1)
- 1940:  Mohammedan (6)
- 1941:  Mohammedan (7)
- 1942:  East Bengal (1)
- 1943:  Mohun Bagan (2)
- 1944:  Mohun Bagan (3)
- 1945:  East Bengal (2)
- 1946:  East Bengal (3)
- 1947: Cancel·lat [o]

Després de la independència (1947-present)
- 1948:  Mohammedan (8)
- 1949:  East Bengal (4)
- 1950:  East Bengal (5)
- 1951:  Mohun Bagan (4)
- 1952:  East Bengal (6)
- 1953: Abandonat [p]
- 1954:  Mohun Bagan (5)
- 1955:  Mohun Bagan (6)
- 1956:  Mohun Bagan (7)
- 1957:  Mohammedan (9)
- 1958:  Eastern Railway (1)
- 1959:  Mohun Bagan (8)
- 1960:  Mohun Bagan (9)
- 1961:  East Bengal (7)
- 1962:  Mohun Bagan (10)
- 1963:  Mohun Bagan (11)
- 1964:  Mohun Bagan (12)
- 1965:  Mohun Bagan (13)
- 1966:  East Bengal (8)
- 1967:  Mohammedan (10)
- 1968: Cancel·lat [q]
- 1969:  Mohun Bagan (14)
- 1970:  East Bengal (9)
- 1971:  East Bengal (10)
- 1972:  East Bengal (11)
- 1973:  East Bengal (12)
- 1974:  East Bengal (13)
- 1975:  East Bengal (14)
- 1976:  Mohun Bagan (15)
- 1977:  East Bengal (15)
- 1978:  Mohun Bagan (16)
- 1979:  Mohun Bagan (17)
- 1980: Cancel·lat [r]
- 1981:  Mohammedan (11)
- 1982:  East Bengal (16)
- 1983:  Mohun Bagan (18)
- 1984:  Mohun Bagan (19)[15]
- 1985:  East Bengal (17)[16]
- 1986:  Mohun Bagan (20)
- 1987:  East Bengal (18)
- 1988:  East Bengal (19)
- 1989:  East Bengal (20)
- 1990:  Mohun Bagan (21)
- 1991:  East Bengal (21)
- 1992:  Mohun Bagan (22)
- 1993:  East Bengal (22)
- 1994:  Mohun Bagan (23)
- 1995:  East Bengal (23)
- 1996:  East Bengal (24)
- 1997:  Mohun Bagan (24)
- 1998:  East Bengal (25)
- 1999:  East Bengal (26)
- 2000:  East Bengal (27)
- 2001:  Mohun Bagan (25)
- 2002:  East Bengal (28)
- 2003:  East Bengal (29)
- 2004:  East Bengal (30)
- 2005:  Mohun Bagan (26)
- 2006:  East Bengal (31)
- 2007:  Mohun Bagan (27)
- 2008:  Mohun Bagan (28)
- 2009:  Mohun Bagan (29)
- 2010:  East Bengal (32)
- 2011:  East Bengal (33)
- 2012:  East Bengal (34)
- 2013:  East Bengal (35)
- 2014:  East Bengal (36)
- 2015:  East Bengal (37)
- 2016:  East Bengal (38)
- 2017:  East Bengal (39)
- 2018:  East Bengal (40)
- 2019:  Mohun Bagan (30)
- 2020:  Peerless (1)
- 2021:  Mohammedan (12)
- 2022:  Mohammedan (13)